# Liolaemus loboi
Espèce
Liolaemus loboi est une espèce de sauriens de la famille des Liolaemidae.

## Répartition
Cette espèce est endémique d'Argentine. Elle se rencontre dans les provinces de Neuquén et de Río Negro.

## Étymologie
Cette espèce est nommée en l'honneur de Fernando José Lobo.

## Publication originale
- Abdala, 2003 : Cuatro nuevas especies del género Liolaemus (Iguania: Liolaemidae), pertenecientes al grupo boulengeri, de la Patagonia Argentina. Cuadernos de Herpetología, vol. 17, p. 3-32.